# Maria van Eu
Maria van Eu ook gekend als Maria van Lusignan (Melle, circa 1223 - Poitou, 1 oktober 1260) was van 1246 tot aan haar dood gravin van Eu.

## Levensloop
Maria was het enige kind van graaf Rudolf II van Eu en Yolande van Dreux. In 1246 volgde ze haar vader op als vrouwe van Issoudun en gravin van Eu en Guînes.
Rond het jaar 1250 huwde Maria met Alfons van Brienne (1228-1270), die na het huwelijk eveneens de titel van graaf van Eu kreeg. Uit dit huwelijk werden minstens twee kinderen geboren:
- Jan I (1250-1294), graaf van Eu
- Blanche (overleden in 1309), abdis van de Abdij van Maubuisson.

In 1260 stierf Maria, waarna ze werd bijgezet in de Abdij van Foucarmont.